# Pierre Pays
Pierre Pays est un homme politique français né le 11 juillet 1863 à Saint-Cyr-au-Mont-d'Or (Rhône) et décédé le 19 mars 1958 à Collonges-au-Mont-d'Or (Rhône).
Entrepreneur en travaux publics, il est maire de Saint-Cyr-au-Mont-d'Or, conseiller général du canton de Limonest et député du Rhône de 1913 à 1924, inscrit à la Fédération républicaine puis à l'Entente républicaine démocratique. Il est secrétaire de la Chambre en 1917.

## Source
- « Pierre Pays », dans le Dictionnaire des parlementaires français (1889-1940), sous la direction de Jean Jolly, PUF, 1960 [détail de l’édition]